# Julian Romantschuk

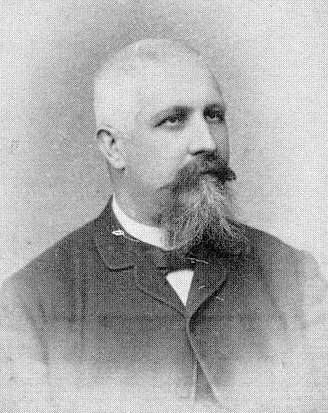
Julian Romantschuk

Julian Romantschuk (ukrainisch Юліан Романчук, polnisch Julian Romanczuk; * 24. Februar 1842 in Krylos, Königreich Galizien und Lodomerien, Kaisertum Österreich; † 22. April 1932 in Lwów, Polen) war ein ukrainischer Politiker, Bildungs- und Sozialaktivist, Pädagoge, Journalist und Schriftsteller.

## Leben
Julian Romantschuk kam im Dorf Krylos (Крилос) im heutigen Rajon Halytsch der ukrainischen Oblast Iwano-Frankiwsk in eine Lehrerfamilie zur Welt. Er besuchte die Schule in Stanislawow und Lemberg und studierte anschließend an der Universität Lwiw.
Zwischen 1863 und 1900 unterrichtete er als Gymnasiallehrer klassische Philologie in Lwiw.
Er war 1868 Gründungsmitglied der Proswita und zwischen 1896 und 1906 deren Vorsitzender. Außerdem war er 1873 einer der Gründer der Wissenschaftlichen Gesellschaft Schewtschenko und von 1909 an ein ordentliches Mitglied der Schewtschenko-Gesellschaft. Ebenfalls 1873 gründete er Zeitung die Heimat (ukrainisch Батьківщина), deren Herausgeber er auch war. Des Weiteren war er 1880 Mitbegründer und Redaktionsmitglied der Zeitung Dilo (ukrainisch Діло) und Mitinitiator der Monatszeitschrift Ruthenische Revue in Wien.
Von 1891 bis 1897 und von 1901 bis 1918 war er Abgeordneter von Galizien im österreichischen Abgeordnetenhaus. 1899 war Romantschuk Mitbegründer und bis 1907 Vorsitzender der Ukrainischen Nationalen Demokratischen Partei (Українська національно-демократична партія). Von 1910 an war er Vizepräsident des österreichischen Reichsrates.

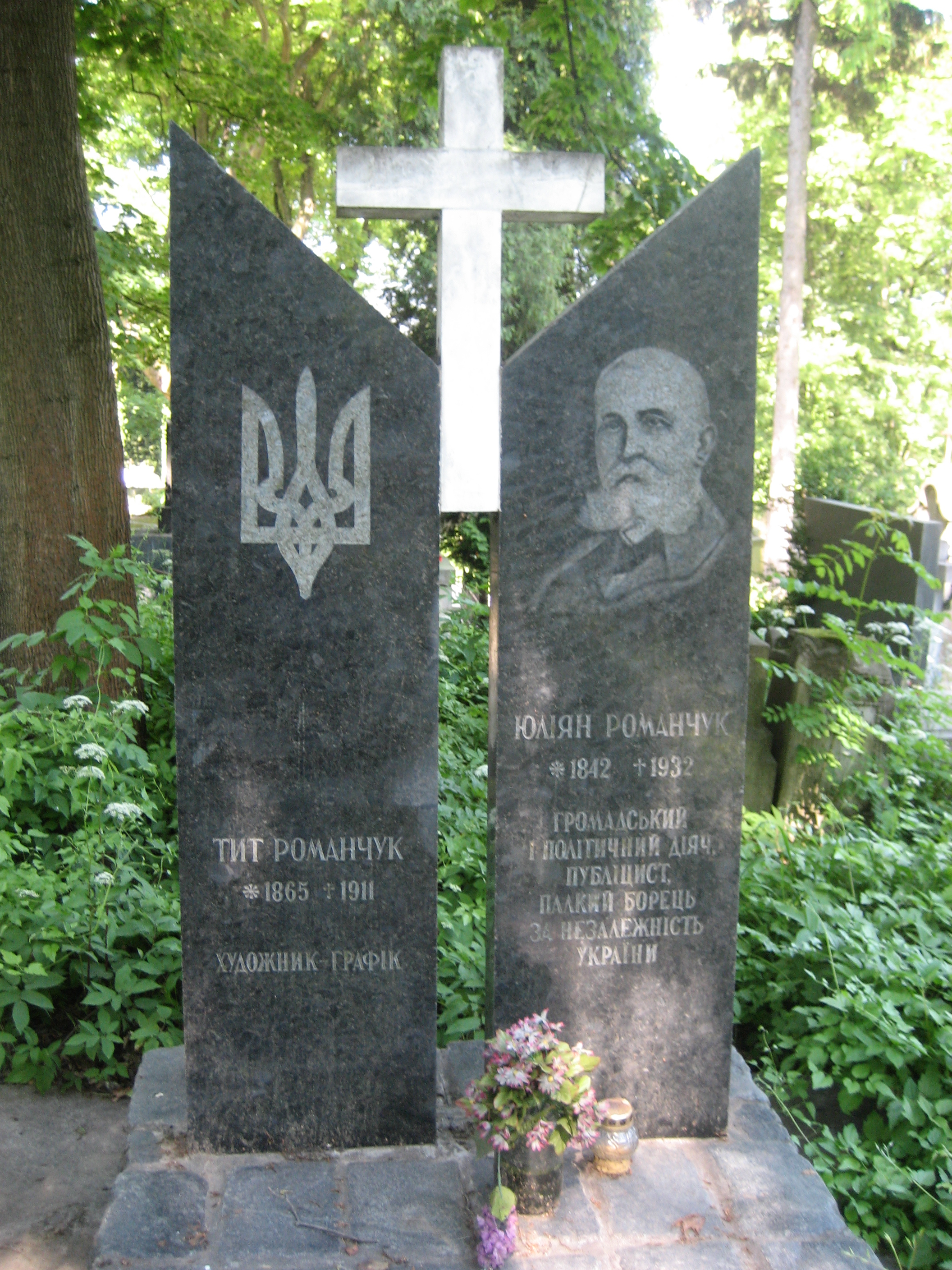
Romantschuks Grab in Lwiw

1918 wurde Romantschuk Delegierter des Ukrainischen Nationalrats der Westukrainischen Volksrepublik und am 10. November 1918 wurde er in Lemberg vom Staatssekretariat der Westukrainischen VR vereidigt.
Nach dem Rückzug der ukrainischen Truppen aus Lwiw im November 1918 wurde er von den polnischen Behörden kurzzeitig inhaftiert. Später war er Teilnehmer an der Protestkundgebung gegen die Zustimmung des Völkerbundes zur polnischen Annexion Ostgaliziens.
Julian Romantschuk starb 90-jährig in Lemberg und wurde dort auf dem Lytschakiwski-Friedhof bestattet.
Er war der Vater des impressionistischen Malers und Grafikers Tyt Romantschuk (Тит Юліанович Романчук; 1865–1911).